# Oyhof
Oyhof ist ein Ortsteil mit Wildgehege in der Gemeinde Tannheim im Landkreis Biberach in Oberschwaben, welcher im Jahr 1182 das erste Mal erwähnt wurde.

## Beschreibung

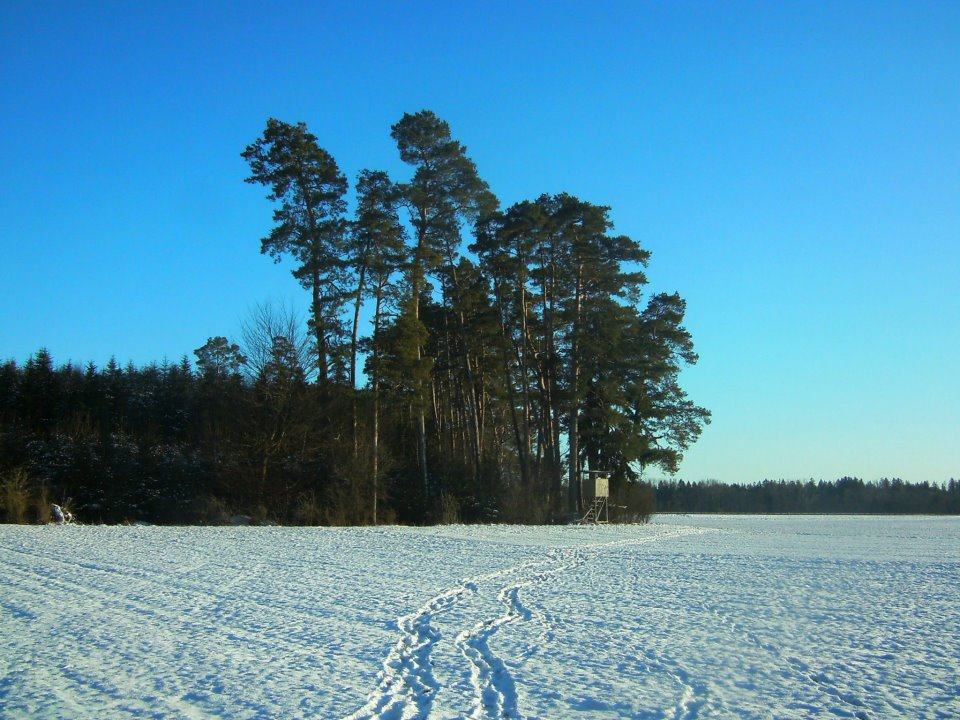
Beim Oyhof 2007

Auf dem Gebiet des Oyhofs befand sich die nach dem Dreißigjährigen Krieg vereinödete Ortschaft Oy. Der Oyhof steht an der vom Bahnhof Tannheim kommenden Oyhofer Straße unmittelbar an der dortigen Brücke über dem Illerkanal. Der Wohnplatz besteht aus einem Forsthaus der Gräflich von Schaesberg’schen Forstverwaltung mit den dazugehörigen Wirtschaftsgebäuden und einem als Wildpark bezeichneten, unmittelbar anschließenden umzäunten, circa acht Hektar großen Gelände. In dem Gelände befinden sich über hundert Wildschweine, Hirsche, Rehe und sonstige Tiere. In der Nähe des Oyhofs liegen eine Keltenschanze und mehrere Hügelgräber. Im Jahre 1833 wurde der Oyhof nach Gräfin Sophie von Schaesberg (* 24. Juni 1823; † 17. November 1845) in Sophienhof umbenannt. 1949 wurde die stattliche um 1630 errichtete Zehntscheuer des Oyhofs abgerissen. Die Steine der Kirche der ehemaligen Ortschaft Oy wurden 1781 für den Bau der Kapelle St. Michael in Arlach verwendet.
Im Jahre 2006 wurde von privater Hand eine der Heiligen Crescentia von Kaufbeuren geweihte Kapelle beim Oyhof errichtet.

### Bauwerke
- Kreszentiakapelle, 2006
- Wildgehege
- Hügelgräber

### Wirtschaft
In dem Ort befinden sich ein Forsthaus und dazugehörige Wirtschaftsgebäude des Gräflich von Schaesbergschen Forstwirtschaftsbetriebes.